# Kale bosmier
De kale bosmier (Formica polyctena) is een bosbewonende soort uit de familie mieren (Formicidae). De soort lijkt sterk op de behaarde bosmier (Formica rufa), maar er zijn toch een aantal verschillen. Deze bosmier is slechts licht behaard op het hoofd en de rug, in tegenstelling tot de rode bosmier (Formica rufa), waarmee hij heel gemakkelijk verward kan worden. Hij is vaak volledig haarloos op het halsschild of heeft maximaal 15 borstelharen. Aan de onderkant van de kop heeft hij maximaal zeven korte haren en het lidmaat van de stengel heeft alleen individuele uitstekende haren.

## Kenmerken
De kop en de thorax van de werksters zijn rood tot roodbruin met zwarte vlekjes. Het achterlijf is zwartbruin met een roodachtige onderhelft. De werksters zijn 4 tot 9 mm groot, de wijfjes 9 tot 11 mm en de mannetjes 9 tot 10 mm.

## Leefwijze
De kale bosmier bouwt net als de behaarde bosmier een koepelnest aan de rand van dennen- en loofbossen. De koepelnesten hebben een eigen temperatuur die gelijk na het zonnen vroeg in het voorjaar van start gaat. 
De kale bosmier kan meer schaduw dan de behaarde rode bosmier verdragen. De nesten zijn polygyn: er leven meerdere koninginnen in één hoop, terwijl de behaarde bosmieren monogyn zijn. De hopen van de kale zijn dus ook groter dan die van de behaarde. Een ander verschil tussen de behaarde en de kale bosmier zit in de nestafsplitsing. Bij de kale bosmier zijn nieuwe hopen met mierenpaadjes met de oude hoop verbonden. De behaarde bosmier verbindt de nesten niet met mierenpaadjes, naburige hopen gedragen zich vijandig.

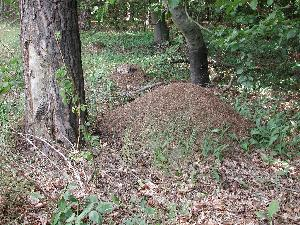
Nest van deze soort.